# حنين معصب
حنين معصب (1926 – 2014)، بروفيسور وعالم أوبئة سوري أمريكي اشتهر بفضل تطويره للقاح الإنفلونزا الحي المُضعَّف، ولد في دمشق وهاجر إلى الولايات المتحدة حيث درس في جامعة ميشيغان وقام بأبحاثه عن لقاح الإنفلونزا فيها.

## حياته
ولد حنين معصب في مدينة دمشق في سوريا في 11 حزيران يونيو 1926 ، هاجر إلى الولايات المتحدة الأمريكية في أواخر أربعينيات القرن الماضي وبدأ هناك باستخدام اسم جون ، حصل على بكالوريوس في البيولوجيا عام 1950 وماجستير في الصيدلة والفيزيولوجيا عام 1952 من جامعة ميزوري، وحاز بعدها على ماجستير الصحة العامة من جامعة ميشيغان عام 1954 وعلى دكتوراه من نفس الجامعة في نفس الاختصاص عام 1956، وحصل على الجنسية الأمريكية عام 1960.
عمل معصب كباحث مساعد في قسم علم الأوبئة بجامعة ميشيغان ابتداءً من العام 1956، وترقَّى بعدها تدريجياً ليصبح باحثاً مشاركاً عام 1957، وأستاذاً مساعداً في العام 1960، وأستاذاً مشاركاً في عام 1965، وأستاذاً كامل العضوية أخيراً في العام 1973، شغل منصب رئيس قسم الأوبئة في جامعة ميشيغان بين أعوام 1991 – 1997، وكان مؤسس ومدير برنامج الأوبئة الجزيئية في كلية الصحة العامة، وفي شباط فبراير من العام 2003 عُيِّن أستاذاً فخرياً لعلم الأوبئة.
تزوج حنين معصب من هيلدا قيصر زحكة (1929 – 2006) في 18 كانون الثاني 1959، وهيلدا هي أيضاً عالمة سورية أمريكية في مجال الأدوية، ورزق الزوجان بتوأم هما سامي وفريد في شهر تشرين الأول من نفس العام.
توفي البروفيسور حنين معصب في 1 شباط فبراير عام 2014 في منزله في ولاية كارولينا الشمالية.

## تطوير لقاح الإنفلونزا
في عام 1960 بدء حنين معصب بحثه على فيروس الإنفلونزا والذي استمرَّ قرابة 40 عاماً، قام معصب في البداية بعزل فيروس إنفلونزا من نوع A-Ann في عام 1960 وبحلول عام 1967 كان قد طوَّر فيروساً متكيفاً على الحرارة الباردة، وفي النهاية أنتج لقاح فيروس الأنفلونزا الحي المُضعَّف، رخَّصت الهيئة الأمريكية للغذاء والدواء FDA في يونيو 2003 استخدام لقاح الإنفلونزا الذي طوَّره حنين معصَّب والذي يحمل العلامة التجارية FluMist للأشخاص الأصحاء الذين تتراوح أعمارهم بين 5 – 49 سنة «ما عدا الحوامل»، وسمحت الهيئة باستخدامه لاحقاً للأطفال دون عمر السنتين.

### فكرة البحث
عندما كان حنين معصَّب طالب دكتوراه في جامعة ميشيغان عام 1955 حضر مؤتمراً علمياً للبروفيسور توماس فرانسيس أعلن فيه أنَّ لقاح شلل الأطفال الذي طوَّره العالم الشهير يوناس سولك قد أثبت فعاليته وأمانه ممَّا شكل نقلة نوعية في تاريخ الطب لأنَّه كان أول لقاح حي مضعَّف بطريقة صناعية، ألهم هذا الإنجاز الكبير معصب وجعله يوجه كل اهتمامه إلى مجال اللقاحات، وبعد خمس سنوات فقط بدأ بحثه الذي استمرَّ 40 عاماً لتطوير لقاح حي مضعف لفيروس الإنفلونزا، وتكلَّل هذا المجهود الجبار بالنجاح عام 2003 عندما أعلنت الهيئة الأمريكية للغذاء والدواء أنَّ لقاح FluMist الذي طوَّره معصَّب آمن وفعال ورخَّصت استخدامه، وبعد هذا النجاح الكبير قال البروفيسور حنين معصب: أشعر أنني أنجزتُ حلم حياتي.

## التكريم
يقول عميد كلية الصحة العامة في جامعة ميشيغان مارتن فيلبرت: «لقد قضى البروفيسور معصَّب أكثر من 4 عقود في قسم علم الأوبئة لدينا، يبني بحثه على نتيجةٍ تلو الأخرى ليطور في النهاية اللقاح المعروف اليوم باسم FluMist، هذا اللقاح هو أحد الإنجازات التي نفتخر بها في كليتنا لأنه ساهم بشكلٍ كبير في تقليل انتشار الإنفلونزا عبر العالم وفي إنقاذ آلاف الأرواح سنوياً».
وفي نفس السياق يقول البروفيسور رشيد بشور صديق معصَّب: «كانت حياة حنين المهنية الطويلة اختباراً حقيقياً لقيمة الجد والمثابرة في مطاردة الاكتشاف العلمي، لقد كرَّس حنين حياته وعقله لهدفٍ واحد هو تطوير لقاح حي آمن وفعال لفيروس الإنفلونزا، والتزم بشكلٍ كامل ولعدة عقود بهذا البحث»، ويصف نائب رئيس جامعة ميشيغان كين نيسبت جهود معصب بقوله: «كان ملهماً للكثير منا في الجامعة، وجهوده الأسطورية لتطوير لقاح الإنفلونزا الحي حفَّزت أجيالاً من الطلاب والباحثين وأنقذت ملايين البشر».
أنشأت كلية الصحة العامة في جامعة ميشيغان ثلاثة جوائز تذكارية تكرم البروفيسور معصَّب وتخلد ذكره وهي: جائزة حنين معصَّب للبحث الطلابي في مجال الأمراض الفيروسية التنفسية، صندوق حنين معصَّب لدعم طلاب علم الأوبئة، منحة حنين وهيلدا معصَّب لزمالة علم الأوبئة، وفي 2003 منحته الجامعة لقب أستاذ فخري في علم الأوبئة.